# PGC 3858573
LEDA/PGC 3858573 ist eine Spiralgalaxie mit aktivem Galaxienkern im Sternbild Schlange nördlich der Ekliptik. Sie ist schätzungsweise  Millionen Lichtjahre von der Milchstraße entfernt und hat einen Durchmesser von etwa 110.000 Lichtjahren. Vom Sonnensystem aus entfernt sich das Objekt mit einer errechneten Radialgeschwindigkeit von näherungsweise 10.900 Kilometern pro Sekunde.
Nach Lage der Daten bildet sie gemeinsam mit IC 1167, IC 1168, PGC 1470647, PGC 1474529, PGC 3858351 und PGC 3858488 eine gravitativ gebundenes Galaxiengruppe.